# 陸軍中野学校
陸軍中野学校 （りくぐんなかのがっこう）は、大日本帝国陸軍の情報機関の一つで、諜報や防諜、宣伝など秘密戦に関する教育や訓練を目的とした軍学校である。かつての所在地は東京都中野区中野4丁目付近で、校名の中野は地名に由来する。偽装用の通称号は東部第33部隊。

## 概要

### 沿革
創設の動きは1937年（昭和12年）、戦争形態の加速度的進化で謀略の重要性が増し、日本が世界的な潮流からの停滞を余儀なくされることを怖れた岩畔豪雄中佐が、参謀本部に「諜報謀略の科学化」という意見書を提出したことに始まる。同年末、陸軍省が中心となってその創設を決定。岩畔、秋草俊、福本亀治各中佐を中心として1938年（昭和13年）3月に「防諜研究所」として新設。同年7月より特種勤務要員（第一期学生19名）の教育を開始した。1939年（昭和14年）5月に同研究所は「後方勤務要員養成所」に改編、7月には第一期学生の卒業を迎える。1940年（昭和15年）には「陸軍中野学校」と改名し、1941年（昭和16年）には参謀本部直轄の軍学校へ転身する。その存在は陸軍内でも極秘とされていた。
創立当初は東京・九段（現在の東京都千代田区九段）の愛国婦人会本部の別棟が仮校舎であったが、1939年（昭和14年）4月に旧電信隊跡地の中野区囲町に移転。1945年（昭和20年）4月、空襲の激化に伴い群馬県富岡町に疎開、富岡中学校などの施設を利用して講義が行われた。当初は純粋なスパイ技術養成機関であったが、太平洋戦争（大東亜戦争）の開戦を機にゲリラ戦術教育機関（アメリカ陸軍の特殊戦スクールに相当）へと変貌した。
1944年（昭和19年）8月、静岡県二俣町（現在の静岡県浜松市天竜区）に遊撃戦（ゲリラ戦）の要員養成を主たる目的として「陸軍中野学校二俣分校」が設立された（1974年（昭和49年）、ルバング島から帰国した小野田寛郎や、インドシナ戦争中にベトミンのクァンガイ陸軍士官学校教官を務めた谷本喜久男、現在では数少ない生き証人井登慧が同校の卒業生であった）。また中野学校の指導下にあった西部軍遊撃教導隊（霧島部隊）に所属していた八児雄三郎も活動を知る一人である。
学生は陸軍士官学校、陸軍予備士官学校、陸軍教導学校（1943年（昭和18年）8月廃止）出身者から選抜された。その大半は一般大学卒等の学歴を持ち、市井を経た甲種幹部候補生（陸軍予備士官学校卒）出身者であり、次いで教導学校卒の下士官出身者が多く、陸軍士官学校卒の者は少数であった。
1945年（昭和20年）1月3日に中野学校に入校した第8期生150名のうち、90%以上は一般大学や高等専門学校の出身者で、東京帝国大学（現在の東京大学）出身者が最も多く、次いで拓殖大学、東京外事専門学校（現在の東京外国語大学）、そして早稲田大学、慶應義塾大学、明治大学等が続いた。名門とされる一般大学出身者から数多く選抜された理由は、諜報員として幅広く高い学識と冷静な視点のほか、市井の生活習慣に馴染んでいることが求められていたためである。一般的な職業軍人たる陸士卒の現役将校の場合、軍人としての規律や高度な軍事知識は身に付いているものの、その知識・慣習は一般社会においては偏っていることから判断を誤るおそれがあったためである。また態度にも軍人らしい雰囲気を出してしまうため、商社マンや新聞社通信員等の民間人を装って諜報活動を行う際に妨げとなりやすく、これを避けられたのである。

### 校風
学生は軍服を着用せず、また任務の性質上、一般人のなかでも目立ちにくいように普段から平服姿に長髪でいる事が推奨されていた。そのため、里帰り時には親から軍人にあるまじき姿を叱責され、スパイとして教育を受けている以上は親にも理由を明かせず、言い訳もできず苦労したと言われる。また、軍刀を佩用し長靴を履き将校軍服を着る陸軍将校に憧れ陸軍を志した手前、入校当初には落胆する者も存在した。
錬成要領の中に「外なる天業恢弘の範を明石大佐にとる」という言葉があるように、明石元二郎陸軍大将（大佐は日露戦争当時の階級）の報告書『革命のしをり』を基本教材とし、神（アマテラス）の意志にもとづいて世界人類の平和を確立する諜報工作戦士を養成していた。
八紘一宇、大東亜共栄圏といったスローガンは一顧だにされず、「戦時中で最も自由主義的ではなかったか」と回顧する出身者もいる。また、天皇に対する見方も自由であり、学生や教官の間で天皇の是非が討論される事もしばしばだったという。敵性語たる英語使用の自粛も全く行われず、むしろ諜報能力を養成する関係から外国語の技能は必須であり、英会話をすることを推奨された。

### 教育
午前中は諜報・謀略・防諜などの秘密戦に関連する学問の講義と実践、午後は自習となっていた。ここでいう「諜報」とは、情報を収集することで内外の情勢を正確に掌握し、いかなる事態に遭遇しても素早く的確な意思決定ができるようにすること、「謀略」とは、情報操作や宣伝で敵を孤立・混乱させたりすること、「防諜」とは、敵が仕掛けてくる諜報、謀略を探知し、それを逆利用し偽の情報を流して敵を混乱させることである。いわゆるスパイの特殊技能そのものの教育も行われたが、教育の中心は、諜報の理論や、柔軟で融通のきく能力の育成に置かれた。
中野学校の学生は「名誉や地位を求めず、日本の捨石となって朽ち果てること」を信条とした。日本軍一般の教育とは異なり、生きて虜囚の辱めを受けてもなお生き残り、二重スパイとなって敵を撹乱するなど、あくまでも任務を遂行すべきよう教育された。また、汚く卑怯ともいえる諜報活動を行うこととなるからこそ、「至誠」の心を強く持つよう教育された。
講義では、対露政治謀略工作で日露戦争の勝利に大きく貢献した明石元二郎が何度も紹介され、彼が学生の英雄となっていた。教官は、中野学校の1期生や、参謀本部、陸軍省の中堅将校などであった。
2012年（平成24年）に発見された1期生の卒業報告書『後方勤務要員養成所乙種長期第1期学生教育報告』によると、1,361単位中1,290単位が実施された。科目は、軍事学（兵器・築城・航空学など）、外国語（英語・ロシア語・中国語）、武術（剣術・柔術）、細菌学、薬物学、法医学、実習（通信・自動車など）、講義（忍術・法医学など）、その他（気象学・交通学・心理学・統計学など）など多岐にわたっている。諜報・謀略・防諜・宣伝が科目の中心であったが、政治・経済・思想・宗教といった学科もあり、時には忍術の達人やスリの名人もその技を実演したという。柔道よりも一撃必殺の効果が高い植芝流の合気道が必修科目とされ、謀略機材の研究をしていた登戸研究所から特殊爆弾や偽造紙幣の製造法等を学んでいた。
また1938年（昭和13年）7月に入所した1期生19人の内訳は、大卒3人、専門学校卒11人、中卒4人、中退1人となっている。
このような教育は1945年3月まで行われたが、同年3月10日の東京大空襲の影響により、中野学校本校は群馬県甘楽郡富岡町（現・富岡市）に移設されることとなった。これを境に教育内容も二俣分校と同じくゲリラ戦要員養成へと変更され、本土決戦を想定した遊撃戦の訓練などが行われた。二俣分校でゲリラ戦を教育され、マニラに派遣後、ルバング島に派遣されたのが小野田寛郎少尉であり、結局一人だけ生き残り、残置諜者としての命令を遵守していた（背景についてはフィリピンの戦い (1944-1945年)も参照）。

## 太平洋戦争
各種遊撃、潜入、工作活動などを学習した中野学校出身者は太平洋戦争中も活発に活動した。参謀本部勤務などの他、アジア各地で各種機関を設立して義勇軍の育成や諜報活動に任じたが、戦争末期は遊撃戦要員として戦闘に加入した者も多くいた。沖縄戦においても義烈空挺隊に数名が要員として参加している。

### 南方での動向
1941年12月8日に始まるマレー作戦では、中野学校出身者らで構成された藤原岩市少佐（中野学校教官）率いるF機関（藤原機関）が、英印軍の半数を占めるインド人の兵士に対する投降作戦を展開し、投降したインド人により編成されたインド国民軍が、さらなる投降誘致や軍事施設破壊などに活躍した。これは後に岩畔機関に引き継がれ、チャンドラ・ボースを首班とする自由インド仮政府がシンガポールにて樹立されることになる。
ビルマの戦いでは、1940年より、中野学校出身者らで構成された南機関が、ビルマの青年志士らによって編成された独立義勇軍と行動を共にし、日本軍との共同作戦を成功させた。
蘭印作戦では、第1挺進団によるパレンバン空挺作戦に出身者が随行し空挺降下、また第16軍上陸部隊によるジャワ攻略戦においては、オランダ側ラジオ局に偽装して偽の情報を流し、オランダ軍を混乱させた謀略放送に中野学校出身者が深く関与していた。

### 沖縄での動向

#### やんばるの第一と第二護郷隊
沖縄戦に備えて1944年9月、三乙教育出身者の村上治夫と岩波寿らが、沖縄へと着任した。小禄空港（現・那覇飛行場）に着くと、第三二軍司令部で牛島満中将と長勇参謀長に挨拶を行った。村上によると、「着任のあいさつを終えた後、長勇参謀長から『沖縄が玉砕した後も生き残り、遊撃戦を続けろ』と言われた」と述べている。村上は、その後遊撃隊として、沖縄北部に配置され、那覇に進行するであろう米軍の背後を襲うことを命じられる。また、同年9月、遊撃戦の下地作りとして、護郷隊を組織し、少年兵を召集した。大きな原因は、兵士不足によるものであるが、15 -16歳の少年たちが北部での遊撃戦を担う厳しい訓練を受けた。
1945年3月26日、米軍が上陸作戦を開始すると、護郷隊は、多野岳・名護岳に配置された。4月には、交戦が始まり、米軍の真喜屋・稲嶺キャンプを焼き払う攻撃を開始、不意をつかれた米軍は奥武島へと撤退した。この後、米軍は多野岳への砲撃を開始し、村上らは山深い国頭山中へと撤退している。5月下旬に第32軍が首里の司令部を放棄し、南部へと向かう。牛島と長が6月23日に自決し、日本軍による組織的な戦闘は終結。護郷隊は、潜伏することになるが、これは事実上の解散であった（ここまでの記述は、川満彰『陸軍中野学校と沖縄戦』2018による）。

#### 離島残置諜者

##### 波照間島
波照間島では、1945年2月、酒井喜代輔軍曹（中野6期戊種）は山下虎雄の名で小学校の代用教員として潜伏。全校生徒250名の4年生の担任となり、青年学校の柔剣道教師を兼任した。その後、石垣島司令部より波照間島に米軍の上陸が予想されると、「全島民を西表島に疎開させ、その後建造物一切を焼却し、井戸を埋没して使用不能にせよ」との命令が出された。住民たちはマラリア発生地である西表島への疎開は困難であると何度も訴えたが、山下は一変して中尉を名乗り、疎開を受け入れない一部の住民には軍刀で脅すなどして、全島民を西表島へ強制疎開させた。その際、波照間の豊かな家畜資源2,000頭あまりの牛馬、羊や豚や鶏などを住民に命じて殺処分させ、日本軍の食料として鰹節工場で燻製にさせて持ち去った。住民はマラリアの流行る南部地域に移住させられたため、由布島に移住したもの以外はマラリアにかかることとなり多数が亡くなった（戦争マラリアの項も参照）。戦後の山下は滋賀県で工場を経営していた。生存者の中には「今でも会ったら殺してやりたい。」と述べる者がおり、山下が戦後訪れた際には各団体から正式に抗議を受けるなど恨まれている。

##### 久米島
1945年1月に久米島の具志川国民学校に赴任してきた元中野学校生の竹川実は「上原敏夫」と名乗り、海軍見張隊（電波探知隊）35名の小隊（35名）を率いる鹿山正兵曹長と連絡を取り合っていた。鹿山隊は無実の朝鮮人一家もふくめ何件かの住民虐殺事件をおこしたことで恐れられた。（久米島守備隊住民虐殺事件の項を参照）。

##### 伊平屋島と伊是名島
伊平屋島では斉藤義夫は「宮城太郎」という名で国民学校の訓導として赴任していたが、斉藤は敗残兵らが米軍上陸への切り込みの計画をするのを、島の人たちが巻き添えになる、と言って思いとどまらせたと伝えられる。
一方、伊是名島には「西村良雄」という名で馬場正治が送り込まれていた。伊是名島では、この二人の残置工作員と、沖縄島から逃れてきた宇土部隊の敗残兵、漂着した特攻隊員、駐在らと共に住民を誘導、米軍捕虜の殺害や島民、奄美出身の少年3人を含む4人の住民虐殺がひきおこされた。

## 戦後

### 中野学校の閉校
二俣分校を含む卒業生の総数は2,500余名である（一説に2,131名とされる）。公式には1945年8月15日の敗戦をもって閉校した。校長の訓辞が終わると、学校の象徴である楠公社に火を点じ、校歌「三三別れの歌」を合唱したのち、職員、学生は思い思いに散って行った。その一部は以降も国内外で活動を継続していたと見られ、占領軍に対するゲリラ攻撃を計画するなどしていたという。中には身分を偽装してGHQに潜入し内部撹乱を図った者もおり（後の山梨県副知事となる田中徹雄大尉など）、GHQの対日工作機関キャノン機関の破壊に成功したという説もある。また、インドネシア独立戦争や、インドシナ戦争（谷本喜久男少尉など）を始めとする戦後の東南アジアの独立戦争に携わった卒業者も多くいた。また参謀本部の広瀬栄一中佐は中野学校一期生の久保田一郎少佐とともに天皇や皇室に万が一の場合があった場合に備えて皇統護持計画として北白川宮道久王を北陸某所に匿う計画を立てていた。また、戦後の北朝鮮のスパイ機関は、この中野学校を手本の一つとしているという説もある。
父親が二俣分校出身であった漫画家・竹宮惠子の回想によると、父親の葬儀に小野田ら6～7人の男性が現れ、「仲間の葬儀ではそうしている」と説明して棺を担ぎ、中野学校で送別歌とされていた『三三壮途（さんさんわかれ）の歌』を唄ったという。

### 施設用地の変遷
- 中野学校の用地は戦後、警察大学校・警視庁警察学校などの警察施設地へと転用されたが、これらの施設は2001年（平成13年）に府中市へ転出し、2008年（平成20年）4月1日に東京警察病院が千代田区から移転した。跡地には福本亀治揮毫の「陸軍中野学校趾」の石碑が建てられている。
- 富岡校として使用された富岡中学校は現在、群馬県立富岡高等学校となっており、校内に「陸軍中野学校終焉之地」の碑などが建てられている。
- 二俣分校跡地は現在、浜松市保健所天竜支所となっており、「陸軍中野学校二俣分校校趾碑」が建てられている。
- 2012年時点、再開発プロジェクト「中野四季の都市（まち）」が進められている。敷地には先述の東京警察病院の他、中野四季の森公園、中野セントラルパークが竣工し、明治大学中野キャンパス、帝京平成大学中野キャンパス、早稲田大学中野キャンパスが2013年に開校している。
- 中野学校の近隣には現在の東海大学（財団法人国防理工学園）が創立した電波兵器技術養成所などもあり、暗号解読・通信傍受を含めた軍事技術研究の集積地となっていた。

## 歴代校長
- 秋草俊 （後方勤務要員養成所初代所長）
- 上田昌雄 （後方勤務要員養成所2代目所長）
- 北島卓美 少将（1940年8月1日 -）
- (兼)田中隆吉 少将（1941年6月28日 -）
- 川俣雄人 少将（1941年10月15日 -）
- 山本敏 少将（1945年3月9日 - 閉校）

## 生徒隊長
- 佐々木勘之丞 少将（1945年4月7日[17] -）

## 教官
- 藤田西湖  - 忍術
- 植芝盛平  - 合気道
- 富木謙治
- 岡正雄
- 桜井徳太郎
- 藤原岩市
- 山本舜勝

## 卒業生
- 猪俣甚弥（中退）
- 小野田寛郎
- 谷本喜久男
- 木村武千代
- 小渕岩太郎
- 川島威伸
- 末次一郎
- 神本利男
- 山中鏆
- 隈部大蔵（月刊ペン事件被告）
- 村田克己
- 畑中理
- 桃井真（桃井かおりの父）
- 須藤出穂

## 題材とした作品
※発表年順
- 間諜中野学校 国籍のない男たち - 1964年の日本映画。監督：野口晴康。
- 陸軍中野学校 (映画) - 1966年の日本映画。主演：市川雷蔵、監督 増村保造、製作：大映。
- 陸軍中野学校 竜三号指令 ; （1967年の映画。主演：市川雷蔵、監督 田中徳三、製作 : 大映
- 陸軍中野学校 開戦前夜 - 1968年の映画。主演：市川雷蔵、監督 井上昭、製作 : 大映
- 陸軍諜報33 - 1968年の日本映画。主演：千葉真一、監督：小林恒夫、製作：東映。
- 陸軍中野予備校 - 1985年の安永航一郎によるギャグ漫画。
- ジョーカー・ゲーム - 2008年の柳広司による小説。
- 君は008 - 2018年の松江名俊によるスパイ、少年漫画。

## 関連文献
- 木村文平『恐怖の近代謀略戦 : 陸軍省機密室・中野学校』東京ライフ社〈東京選書 44〉、1957年2月8日。NDLJP:1666085。(要登録)